# Abdon, England
Abdon är en by i civil parish Abdon and Heath, i distriktet Shropshire, i Storbritannien. Det ligger i grevskapet Shropshire i riksdelen England, i den södra delen av landet, 200 km nordväst om huvudstaden London. Abdon var en civil parish fram till 2017 när blev den en del av Abdon & Heath. Civil parish hade 199 invånare år 2011. Byn nämndes i Domedagsboken (Domesday Book) år 1086, och kallades då Abetune.